# Política de Catalunya

La norma institucional que estableix l'organització política de Catalunya és l'Estatut d'Autonomia del 2006. Segons el que estableix l'Estatut, l'autogovern de Catalunya s'organitza políticament en la Generalitat de Catalunya, conformada pel Parlament, la Presidència, el Consell Executiu i les altres institucions creades pel Parlament. El sistema d'organització política de Catalunya està basat en el parlamentarisme.

## Estatut d'Autonomia
L'Estatut d'Autonomia és la norma institucional bàsica de Catalunya, d'acord amb el que estableix el títol vuitè de la Constitució espanyola de 1978. Defineix els drets i deures de la ciutadania de Catalunya, les institucions polítiques de la nacionalitat catalana, les seves competències i relacions amb l'Estat i el finançament de la Generalitat de Catalunya. El primer Estatut d'Autonomia que es va escriure és el de 1932 i va ser conegut com l'Estatut de Núria, amb una vida molt curta i derogat a l'acabament de la Guerra Civil espanyola. El segon Estatut d'Autonomia, redactat el 1979 i anomenat Estatut de Sau, va restablir l'autonomia de Catalunya i va estar en vigor fins al 2006, quan es va redactar i aprovar, per referèndum, l'actual Estatut d'Autonomia que regeix el govern i la política del país.

## Organització política de Catalunya: la Generalitat

### Poder legislatiu

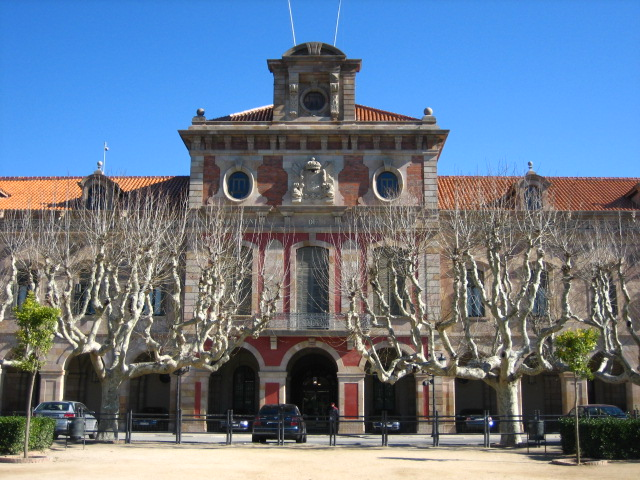
Façana del Parlament de Catalunya

El Parlament de Catalunya és el representant del poble de Catalunya. En virtut del seu origen a partir de les eleccions democràtiques el Parlament és la suprema força i la institució més important de la Generalitat, de la qual neixen totes les altres, com és el cas dels sistemes parlamentaris. El Parlament català és unicameral, independent i inviolable. Des de la seva restauració el 1980, el Parlament està integrat per 135 diputats elegits per sufragi universal.

### Poder executiu
El poder executiu és ostentat pel President de la Generalitat de Catalunya. El President és escollit pel Parlament i nomenat pel rei d'Espanya. El president és la més alta representació de la Generalitat i de l'Estat espanyol a Catalunya i, per tant, promulga les lleis en nom del rei. El President és, alhora, el cap de govern de Catalunya, dirigint i coordinant el Consell Executiu, l'òrgan encarregat de les accions del govern. El President té la facultat de nomenar els consellers i de presidir totes les seves reunions.

### Poder judicial
Segons l'article 95 de l'Estatut d'Autonomia, el Tribunal Superior de Justícia és l'òrgan jurisdiccional suprem de Catalunya. Les competències del Tribunal Superior de Justícia inclouen conèixer els recursos i procediments en els diversos ordres institucionals i tutelar els drets reconeguts per l'Estatut. En tot cas, és competent en els ordres jurisdiccionals, civil, contenciós administratiu i social, i en els altres que es puguin crear en el futur.
L'article 94 de l'Estatut estableix l'existència del Consell de Justícia de Catalunya, l'òrgan de govern del poder judicial de Catalunya. El Consell és un òrgan desconcentrat del Consell General del Poder Judicial sens perjudici de les competències d'aquest.

### Les altres institucions de la Generalitat
Les altres institucions de la Generalitat són:
- el Consell de Garanties Estatutàries,
- el Síndic de Greuges,
- la Sindicatura de Comptes, i
- el Consell de l'Audiovisual de Catalunya.

## Administració local

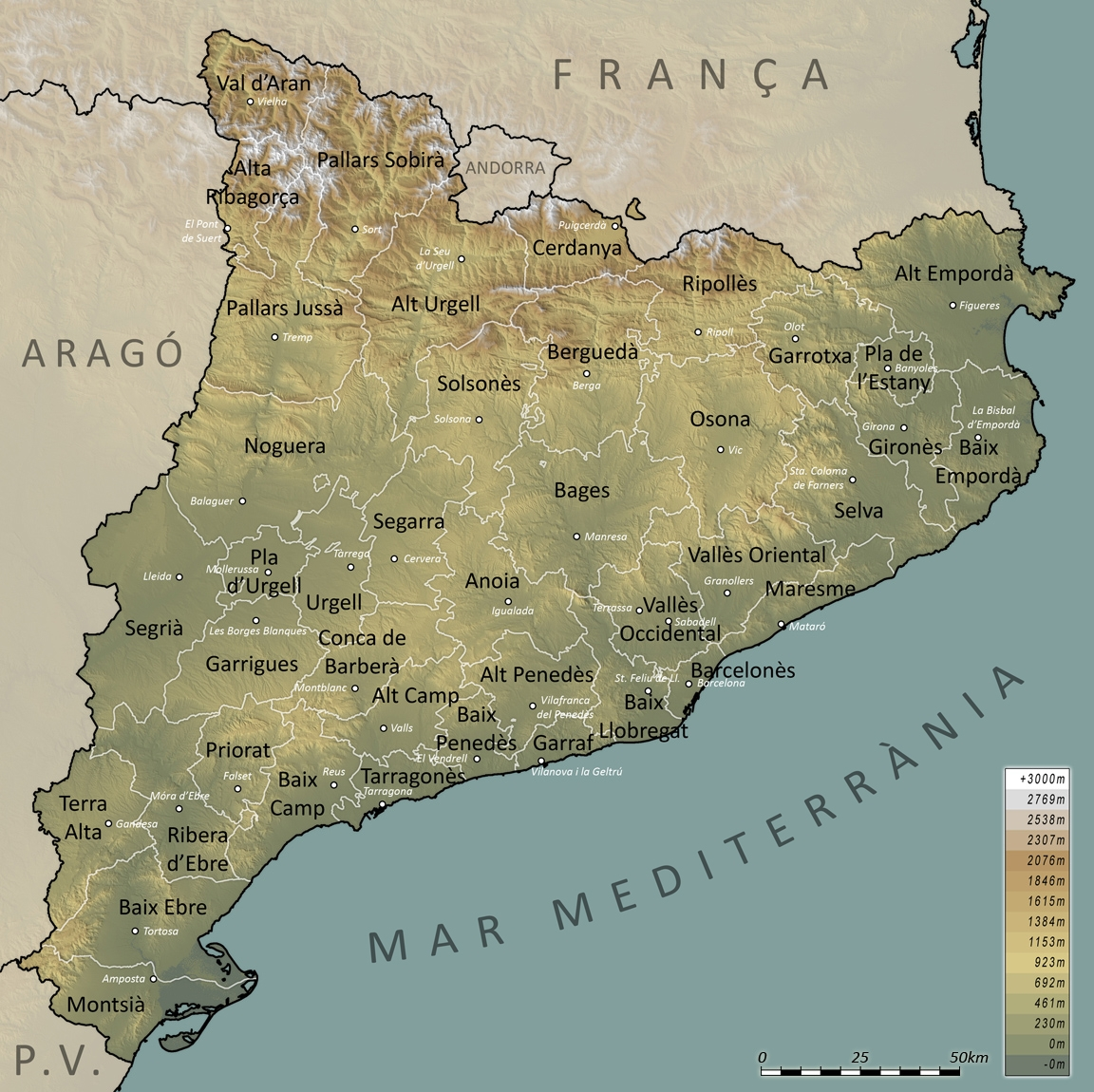
Divisió comarcal de Catalunya

Amb l'entrada en vigor de l'Estatut d'Autonomia el 2006, les diputacions provincials desapareixen. La divisió administrativa de Catalunya és llavors conformada per municipis, vegueries i comarques. Els municipis gaudeixen d'autonomia per a l'exercici de les competències que té encomanades i la defensa dels interessos propis de la col·lectivitat que representa. Les vegueries són àmbits territorials específics pel govern intermunicipial i de cooperació local. Són, a més, la divisió territorial adoptada per la Generalitat per a l'organització territorial dels seus serveis. Els municipis i les vegueries són representats pel Consell de Governs Locals en les institucions de la Generalitat.
La comarca es configura com a ens local amb personalitat jurídica pròpia i és formada per municipis per a la gestió de competències i serveis locals.

## Partits polítics de Catalunya i composició actual de la legislatura
Els principals partits polítics de Catalunya, actualment son:
- Partit dels Socialistes de Catalunya
- Junts
- Esquerra Republicana de Catalunya
- Partit Popular de Catalunya
- Vox
- Catalunya en Comú
- Sumar
- CUP
- Aliança Catalana
- Partit Animalista Amb el Medi Ambient
- Ciutadans

El resultat de les últimes eleccions al Parlament de Catalunya, celebrades el 12 de maig del 2024 va ser:
- PSC: 42 escons
- Junts+Puigdemont: 35 escons
- ERC: 20 escons
- PPC: 15 escons
- Vox: 11 escons
- Comuns Sumar: 6 escons
- CUP: 4 escons
- Aliança Catalana: 2 escons

## Catalanisme
El catalanisme és un moviment que propugna pel reconeixement de la personalitat política i cultural de Catalunya. El nacionalisme català, a més, propugna pel reconeixement que Catalunya és una nació, sobre la base dels drets històrics de Catalunya, a la seva història, la seva llengua i al dret català. Alguns partidaris del catalanisme defenen la idea que Catalunya és una nació i alhora la seva pertinença a l'Estat espanyol, ja sigui sota l'actual sistema de les autonomies o sota un sistema federal. D'altres proposen major autonomia i autogovern i que siguin els ciutadans mateixos qui decideixin si Catalunya hauria d'independitzar-se. I, d'altres, que ja són una majoria del 57% de la població catalana segons el CEO aspiren a la lliure autodeterminació i la independència immediata de Catalunya. Entre els independentistes n'hi ha alguns que proposen la independència i unió de tots els territoris de parla catalana, els Països Catalans, que inclouen el País Valencià, Catalunya Nord i les Illes Balears.

## Política actual de Catalunya

### Declaració d'independència i 155
El dia 1 d'octubre de 2017 es va celebrar un Referèndum d'independència a Catalunya, tot i haver ser declarat il·legal i inconstitucional pel Govern central de l'Estat. Durant la jornada, es van produir diverses càrregues policials que van suposar un total de més de 1.000 ferits de diversa consideració. Tot i això, més de 2 milions de persones van votar, amb un 90% favorable a la independència, que seria proclamada pel Parlament català el 27 d'octubre de 2017. Minuts després, el Senat espanyol van aprovar l'article 155 de la Constitució espanyola de 1978. Tres hores després es publicaren al BOE les mesures que permetien al govern espanyol imposar un govern directe a Catalunya. Mariano Rajoy es reuní amb l'executiva per fer efectives les mesures i decidiren el cessament del Govern de Catalunya, així com el mateix President i d'altres 140 càrrecs. Seguidament, el Govern d'Espanya declarà|eleccions pel 21 de desembre, després d'haver-hi destituït el Govern de Catalunya.
Durant els dies posteriors es van produir diverses manifestacions tant unionistes com republicanes. Es van tancar diverses webs institucionals, les delegacions del govern a l'exterior i la del president de la Generalitat de Catalunya foren desactivades.
Carles Puigdemont i els altres 13 consellers del Govern català, que a l'empara de l'aplicació de l'article 155 pel Govern d'Espanya varen ser cessats, varen ser imputats i alguns d'ell empresonats de manera preventiva. Puigdemont i altres consellers van exiliar-se a Brussel·les.

### Presó
El 2 de novembre de 2017 vuit membres del Govern català: Oriol Junqueras, Jordi Turull, Josep Rull, Meritxell Borràs, Carles Mundó, Raül Romeva, Dolors Bassa, Joaquim Forn i l'exconseller Santi Vila, declararen davant la jutgessa de l'AN Carmen Lamela. El fiscal, Miguel Ángel Carballo va sol·licitar presó incondicional per a tots els membres del Govern català. Santi Vila, en canvi, va pagar una fiança de 50.000 euros i només en va passar una nit.
També estaven citats a declarar davant l'AN la presidenta i els membres de la mesa: Carme Forcadell, Joan Josep Nuet, Anna Simó, Lluís Guinó, Lluís M. Corominas i Ramona Barrufet als que el jutge Pablo Llarena els acceptà les al·legacions de les defenses i ajornà les declaracions fins dijous 9 de novembre. L'única mesura cautelar que els ha imposat és que donin el seu domicili habitual i un telèfon de contacte permanent per tenir-los localitzats. Per altra banda, Carmen Lamela demanà que s'efectués la detenció de Carles Puigdemont, Antoni Comín, Meritxell Serret, Clara Ponsatí i Lluís Puig que són a Brussel·les des del cap de setmana del 28 i 29 d'octubre. Crida per la Democràcia, integrada per l'ANC i Òmnium, convocaren, després dels fets, manifestacions a les 19.00 h davant del Parlament i davant dels ajuntaments de les capitals de comarca per demanar la llibertat dels presos, seguit d'una esquellotada convocada per les 22.00 h.

### Manifestacions contra l'empresonament dels membres del govern català
El 3 de novembre de 2017 es convocà una aturada davant dels llocs de treball i centres d'estudi a les 12.00 h. Diverses manifestacions en protesta contra l'empresonament dels membres de govern català es produïren durant tot el dia. Segons el Servei Català de Trànsit, des de les 8.00 h es tallaren l'A-2 a Castellolí, la B-23 a Molins de Rei en sentit Barcelona, l'N-145, l'N-230 a Bausen, la C-26 a Foradada, la C-25 a Sallent, la C-14 a Bassella i l'N-340 a Alcanar. Al matí, també quedà interrompuda uns 15 minuts la línia de Ferrocarrils de la Generalitat de Catalunya Barcelona-Vallés per una protesta contra els empresonaments. Segons la Guàrdia Urbana, la Gran Via de Barcelona quedà tallada per una manifestació des de les 8.20 h fins a les 8.45 h. Tot i que a partir de les convocatòries d'aturada de classes, diverses mobilitzacions iniciaren també marxa per diversos carrers, així com centenars d'estudiants de la UB-Raval varen tallar, de nou, la Gran Via. A les 19.00 h es repetiren les concentracions davant de tots els ajuntaments com les del passat 2 de novembre.

### Mobilitzacions arreu i fets del 5 al 8 de novembre de 2017

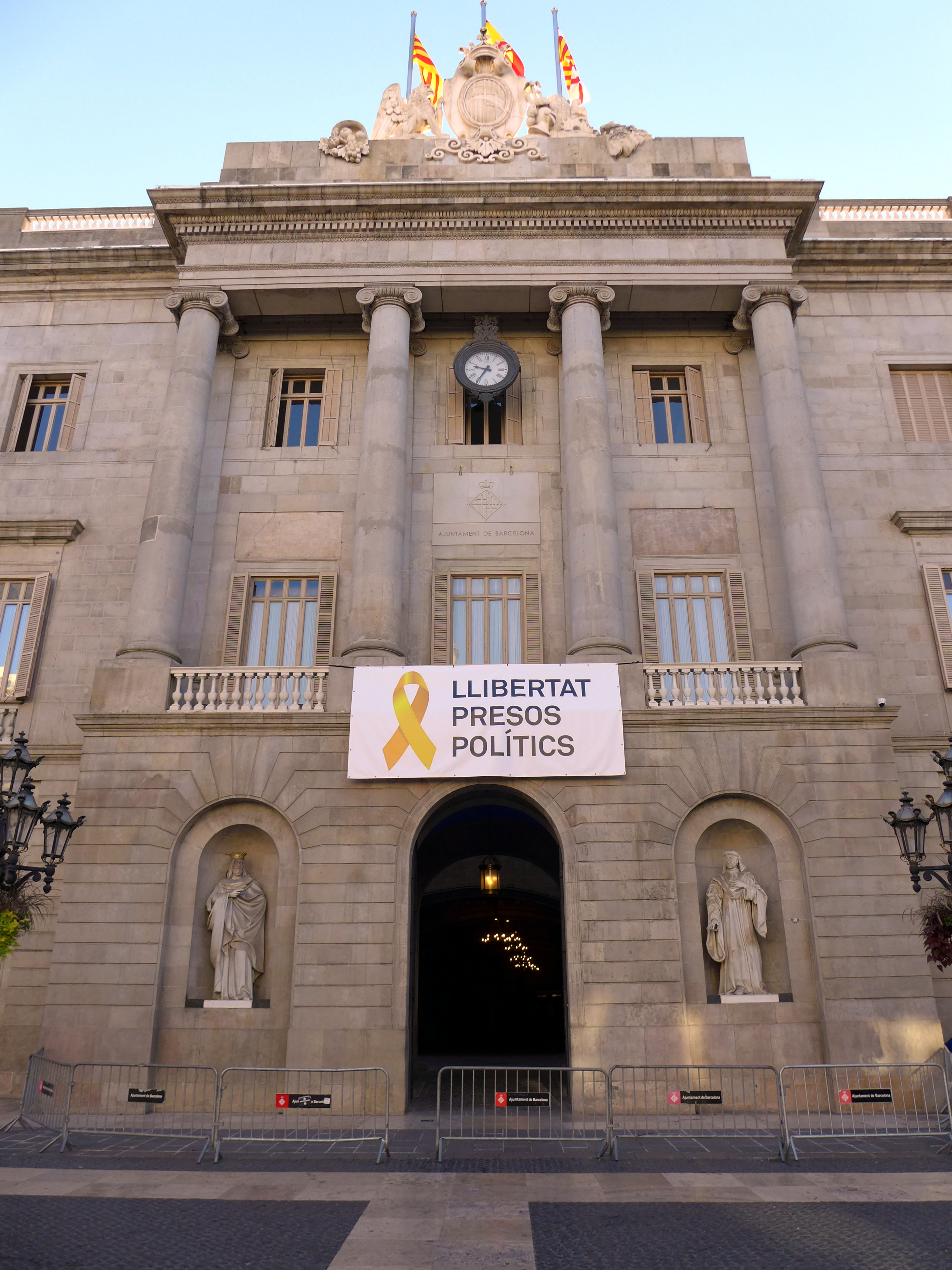
Cartell per la Llibertat dels «presos polítics» a la façana de l'Ajuntament de Barcelona.

Prop de 35.000 persones, segons fonts municipals, es manifestaren el 4 de novembre de 2017, a la tarda, a Bilbao en una manifestació convocada per la coalició sobiranista EH Bildu, els sindicats ELA, LAB, ESK, Steilas, entre d'altres, i la plataforma Gure Esku Dago, per mostrar el seu rebuig a l'aplicació a Catalunya de l'article 155 de la Constitució i per donar suport a l'exercici del dret a decidir. Comptà també amb l'adhesió de formacions polítiques com Podem o Ezker Anitza-IU.
El 5 de novembre de 2017 al matí, a la plaça de la Universitat de Barcelona, les entitats sobiranistes organitzaren una jornada de mobilització per difondre cartells en contra de l'empresonament de diversos consellers del Govern i dels presidents de les entitats sobiranistes. A la concentració hi assistiren membres de la plataforma activista Anonymous i diversos polítics com Gabriel Rufián i Joan Tardà. A altres llocs de Catalunya, també es dugueren a terme enganxades de cartells, així com a Girona la concentració va tenir lloc a la plaça del Vi. Unes 5.000 persones, segons la Policia Local, es manifestaren, també, a Lleida per demanar la "llibertat dels presos polítics" i en defensa de la República catalana, la concentració fou convocada pels 30 Comitès de Defensa de la República (CDR) de la província, i començà a la plaça Ricard Vinyes i finalitzà a la plaça Catalunya a Lleida. També, a la plaça de l'Ajuntament de Pamplona hi hagué una concentració per mostrar el rebuig a l'empresonament dels membres del govern català i els presidents de les entitats sobiranistes i l'aplicació de l'article 155. Una altra mobilització a Oviedo, a la plaça de l'Escandalera, en "solidaritat" amb el poble català, contra l'aplicació de l'article 155 i per la llibertat dels "presos polítics". La plataforma "Madrilenys pel dret a decidir" convocà, el mateix 5 de novembre, una concentració a la Puerta del Sol, a les 19.00 h, per reclamar la llibertat dels membres del Govern que van entrar a la presó. Diversos regidors d'ERC, PdeCAT i la CUP es tancaren a l'Ajuntament de Rubí per demanar la llibertat dels consellers cessats. Paral·lelament, l'ANC anuncià que participarà en una mobilització a Brussel·les el 6 de desembre a favor de la independència i per demanar l'alliberament dels membres del Govern i els dirigents de les entitats sobiranistes empresonats.
El 5 de novembre de 2017, Carles Puigdemont i Meritxell Serret, Antoni Comín, Lluís Puig i Clara Ponsantí que l'acompanyen a Brussel·les es presentaren voluntàriament, a les autoritats de Bèlgica en una comissaria situada a la rue Royale a Brussel·les. La declaració acabà poc després de les 20.40 h del mateix dia. Foren interrogats, a petició pròpia, per un jutge d'instrucció neerlandòfon requerint per al procediment un traductor neerlandès-castellà que assistí als acusats.
El 8 de novembre de 2017 es va celebrar una vaga general a Catalunya, reclamant la llibertat dels presos polítics i en resposta a l'aplicació de l'article 155.

### Judici als membres sobiranistes i la presidenta de la mesa del Parlament de Catalunya
El jutge del Tribunal Suprem Pablo Llarena prengué declaració des de les 10.00 h fins a les 18.00 h del 9 de novembre de 2017 als membres de la mesa i a la presidenta del Parlament de Catalunya Carme Forcadell. El jutge decretà presó sota fiança de 150.000 euros, ja que asseguren que existeix un risc de reiteració del delicte, per a la presidenta del parlament, acusada per la fiscalia de rebel·lió, sedició i malversació. Forcadell ingressarà a la presó d'Alcalá Meco i hauria d'abonar la fiança per a poder-ne sortir. Als membres de la mesa Lluís M. Corominas, Lluís Guinó, Anna Simó i Ramona Barrufet els imposaren una fiança de 25.000 euros si volen esquivar la presó, i tindrien una setmana de temps per fer-ho, així com, se'ls obliga a comparèixer setmanalment al jutjat més proper al seu domicili o al Tribunal Superior de Justícia de Catalunya, a lliurar el passaport abans d'aquest divendres a les 14.00 h i a no sortir de territori espanyol. Forcadell tindrà les mateixes mesures cautelars quan hagi sortit de presó. A Joan Josep Nuet, el deixaren en llibertat sense fiança. A les 23.40 h, Forcadell abandonà el Tribunal Suprem dins un vehicle particular empleat pel seu trasllat a presó. L'ANC anuncià que la seva "caixa de solidaritat" farà front tant a la fiança de Carme Forcadell, així com dels altres membres de la mesa del Parlament de Catalunya.
El 10 de novembre de 2017 l'ANC, amb la seva "caixa de solidaritat", feu front a la fiança de Carme Forcadell, implicant la seva sortida de presó, així com el 14 de novembre abonaren 100.000 euros –25.000 euros per a cadascun– corresponents de les fiances ordenades contra els membres de la mesa del parlament.

### Manifestació «Llibertat presos polítics. Som República»
L'11 de novembre de 2017 Òmnium Cultural i l'Assemblea Nacional Catalana organitzaren i promogueren una manifestació que tingué lloc al carrer Marina i voltants de Barcelona sota el nom de «Llibertat presos polítics. Som República» per tal de reclamar l'alliberament dels «presos polítics» per haver defensat la creació de la República Catalana. També es va batejar com Manifestació de la Diada Nacional de la Llibertat.

### Prohibicions per part de les juntes electorals central i provincial
El 25 de novembre de 2017 la Junta Electoral Central prohibí als membres de les meses electorals, als interventors i apoderats dels partits de dur el llaç groc en suport als presos polítics justificant la decisió dient que han de "mantenir una posició de completa neutralitat". A més, la Junta Electoral Provincial de Barcelona prohibí a TV3 d'utilitzar les expressions com "govern a l'exili" o "consellers exiliats", ja que entén que infringeix el principi de neutralitat informativa. El 26 de novembre de 2017 la Junta Electoral Provincial de Barcelona ordenà —arran d'un recurs que presentà Ciutadans i després de considerar que la pancarta i qualsevol símbol similar trenquen la neutralitat institucional durant el procés electoral— a l'Ajuntament de Barcelona que retirés la pancarta «Llibertat presos polítics» penjada a la façana del mateix Ajuntament i també tots els eslògans i cartells d'aquesta mena penjats a edificis i dependències municipals. L'Ajuntament finalment retirà la pancarta de la façana. A la tarda del mateix 26 de novembre, el president de Ciutadans, Albert Rivera, celebrà la decisió de la junta. Arran de conèixer-se l'ordre de prohibició de la Junta l'alcalde de Mataró, David Bote, ordenà retirar la pancarta que penjava, des de dissabte 24 de novembre penjada pels grups municipals d'ERC i CiU, des dels finestrals dels despatxos d'aquests donant a la façana de l'Ajuntament.